# 印度副緋鯉
印度副緋鯉（学名：Parupeneus indicus），又稱印度海鯡鯉，俗名秋姑、鬚哥，為輻鰭魚綱鱸形目鬚鯛科的一個種。

## 分布
本魚分布於印度太平洋區，包括東非、紅海、馬爾地夫、葛摩、模里西斯、塞席爾群島、印度、斯里蘭卡、馬來西亞、安達曼海、泰國、菲律賓、印尼、中國南海、台灣、越南、新幾內亞、所羅門群島、澳洲、馬里亞納群島、馬紹爾群島、密克羅尼西亞、帛琉、諾魯、斐濟群島、東加、吉里巴斯、吐瓦魯、萬納杜、法屬波里尼西亞、墨西哥、加拉巴哥群島、厄瓜多等海域。一般栖息于热带和亚热带近岸底栖。该物种的模式产地在印度洋。

## 深度
水深0至20公尺。

## 特徵
本魚體色有兩大系統為淺褐色及橄欖黃。前者顏色上深下淺，腹部較淡，臀鰭、胸鰭白色，其他各鰭淺橙紅色。體呈紡錘型，體被大鱗片，固著堅牢。頭小而側扁，側線完整。頭部有一對觸鬚。最明顯的特徵是第一背鰭及第二背鰭之間的體背部有一中等大小的金黃色斑點，及尾柄末端略偏上方有一枚較小的黑色圓斑。尾鰭深分叉，背鰭兩個。背鰭硬棘共8枚、軟條共9枚；臀鰭硬棘1枚、軟條7枚。側線鱗片數27至31枚。體長可達40公分。

## 生態
本魚喜出現在水較混濁的海域，成群或單獨在岩礁或珊瑚礁間之沙地覓食，肉食性，以底棲生物為食。在其覓食時，常伴有刺尾魚科或隆頭魚科的魚跟著檢食。夜間則躺在沙地上睡覺。

## 經濟利用
屬於中大型食用魚，不新鮮時肉質會變硬，紅燒最適宜。另外也可當作觀賞魚。